# Newt Arnold
Pour les articles homonymes, voir Arnold.
Newt Arnold, né le 22 février 1922 à Palo Alto et mort le 12 février 2000  à Encino, est un réalisateur américain.

## Filmographie
- 1962 : Hands of a Stranger (en)
- 1971 : Blood Thirst (en)
- 1988 : Bloodsport